# Vasilije Ostrožský
Svatý Vasilije Ostrožský (či Basil Ostrožský, 28. prosince 1610 Mrkonjići, Popovo polje, Hercegovina – 29. dubna 1671 klášter Ostrog) byl hercegovinský biskup ze 17. století, pravoslavný světec.

## Život
Pocházel z východní Hercegoviny. Narodil se ve zbožné rodině hercegovských rolníků. V obavě z daní ho rodiče ve dvanácti letech poslali do skrytého kláštera Zavala, kde už v té době působil jeho strýc, opat Serafim. Tam studoval církevní gramotnost. Byl vysvěcen v klášteře Nanebevzetí Nejsvětější Matky Boží v Trebinji. Byl zvolen a vysvěcen na biskupa Zahumlje a Skenderiji se sídlem v klášteře Tvrdoš poblíž Trebinje. Když Turci zničili tvrdošský klášter, přesídlil do kláštera Ostrog (Černá Hora).

## Úcta
Pravoslavný svátek svatého Vasilije Ostrožského se slaví 12. května.